# 波兰驻华大使馆
波兰驻华大使馆（波蘭語：Ambasada Rzeczypospolitej Polskiej, Pekin），是波兰共和国在中华人民共和国的最高外交代表机构。馆址位于中国北京市朝阳区建国门外日坛路1号。

## 历史
1929年3月，波兰在南京中华民国政府设立了公使。
1937年抗日战争爆发后，波兰官員与中国政府一起被转移到了重庆。在第二次世界大战期间，这一代表权被提升为使馆级别，而1942年12月阿尔弗雷德·波涅斯基（Alfred Poniński）成为第一位波兰驻华大使，一直任职至1945年7月。
1945年7月5日，中华民国政府撤销了对波兰流亡政府的承认，并承认了华沙的民族团结临时政府。当时在重庆的使馆要在一个月内撤离中国境内，由于时间仓促，闭馆工作十分艰难。随着时间的推移，代表华沙新当局的使馆迁至战前的首都南京。
1949年10月5日，波兰承认中华人民共和国。7日，两国建交。1950年，波兰在北京设置大使馆并派驻大使。
1950年2月，波兰使馆总部正式从南京迁至北京，同年6月，第一任波兰驻中华人民共和国大使递交了国书。除使馆外，两国还开设了总领事馆。